# معاهدة ابيركونوي

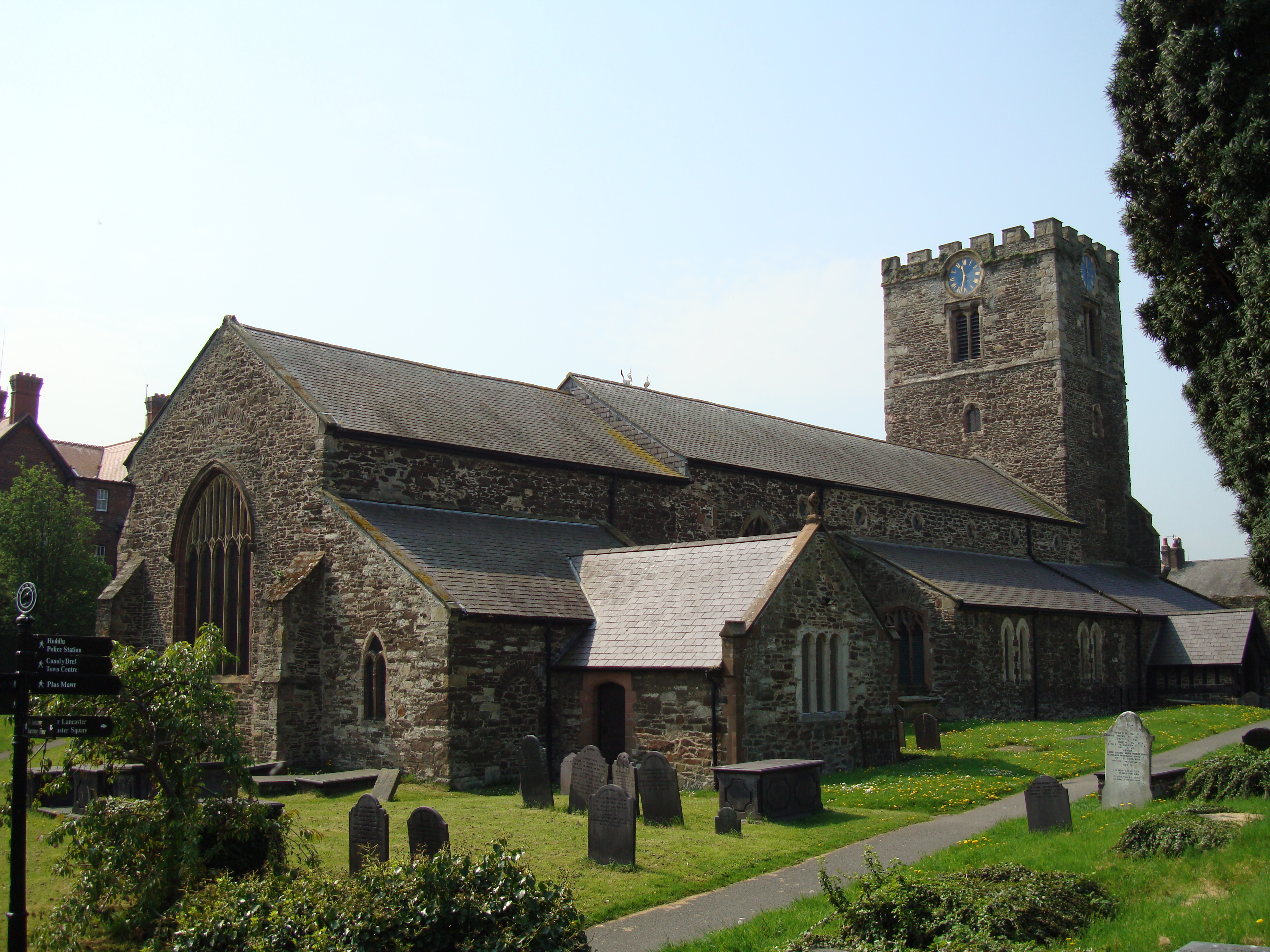

تم توقيع معاهدة أبيركونوي في عام 1277 من قبل الملك إدوارد الأول ملك إنجلترا ولويلين الآخر ويلز في العصر الحديث، الذين حاربوا بعضهم بعضًا وتم إيقافهم لسنوات للسيطرة على الريف الويلزي. منحت المعاهدة السلام بين الاثنين، لكنها ضمنت أيضًا بشكل أساسي أن الحكم الذاتي للويلزي سينتهي بوفاة ليلوين ويمثل إكمال المرحلة الأولى من غزو ويلز من قبل إدوارد الأول

## خلفية
سعى ليلوين، الراغب في تدعيم صلاته بالملكية بقوة أكبر، إلى الزواج من إليانور دي مونتفورت، ابنة سيمون دي مونتفورت وابن عم الملك إدوارد. كانوا متزوجين بالوكالة عام 1275 ، لكن عندما أبحرت إليانور من فرنسا للقاء ليلين، استأجر إدوارد قراصنة للاستيلاء على سفينتها ؛ كانت مسجونة في قلعة وندسور.اعتبر إدوارد، الذي انضم حديثًا إلى عرش إنجلترا، أن ليلوين كان يمثل تهديدًا، وكان يكره بشكل خاص فكرة زواجه من ابنة دي مونتفورت، التي كانت أكبر تهديد لعهد سلفه الملكي. كما استدعى إدوارد لويلين للمثول أمامه في عدة مناسبات، وهو ما رفضه ليلوين بدعوى أنه لم يكن آمنًا في محكمة إدوارد في 1276 ، أعلن إدوارد أن ليلوين كان متمردًا وجمع جيشًا هائلًا في مسيرة ضده. بحلول صيف عام 1277 ، وصلت قوات إدوارد إلى قلب جويند. صادر رجال إدوارد الحصاد في أنجليسي، الذي حرم ليلوين ورجاله من الطعام، مما أجبر ليلين على الاستسلام.

## المعاهدة
لقد نتج عن ذلك معاهدة أبيركونوي، التي ضمنت السلام في غويند مقابل عدة تنازلات صعبة من ليلوين، بما في ذلك حصر سلطته في الأراضي الواقعة غرب نهر كونوي، في حين مُنحت الأراضي الشرقية لأخيه دافيد أب جروفيد، الذي كان معه. قاتل في وقت سابق من أجل السيطرة على ويلز. لم يتم تجريد لويلين من لقبه المعلن مؤخراً، أمير ويلز - لكن معظم الحكام الويلزيين الصغار الذين دفعوا له بدقة لم يعد يعترفون به كسيد لهم. بمجرد التوقيع، بدأ إدوارد في بناء عدة قلاع على طول نهج غوينيد، في أبيريستويث، وبويلث، وفلينت ورودلان. تم الاتفاق على المعاهدة في 9 نوفمبر 1277 ، والتي صدق عليها إدوارد في 10 نوفمبر 1277.

## أثر ذلك
في السنوات التي تلت المعاهدة، سعى ليلوين إلى تعزيز القوة التي تركها. أشاد وإشادة إدوارد، الذي وافق على السماح للزواج ليلوين للمضي قدما. في 1278 ، تزوج ليلين وإيلينور دي مونتفورت في كاتدرائية وورسيستر، وحضر إدوارد في حفلة الزفاف.